# Jorborsjön
Jorborsjön är en sjö i Sorsele kommun i Lappland och ingår i Umeälvens huvudavrinningsområde. Sjön har en area på 0,173 kvadratkilometer och ligger 672,2 meter över havet. Jorborsjön ligger i Vindelfjällen Natura 2000-område. Sjön avvattnas av vattendraget Fiskobäcken.

## Delavrinningsområde
Jorborsjön ingår i det delavrinningsområde (729692-154069) som SMHI kallar för Ovan 729825-154612. Medelhöjden är 629 meter över havet och ytan är 49,34 kvadratkilometer. Det finns inga avrinningsområden uppströms utan avrinningsområdet är högsta punkten. Fiskobäcken som avvattnar avrinningsområdet har biflödesordning 3, vilket innebär att vattnet flödar genom totalt 3 vattendrag innan det når havet efter 369 kilometer. Avrinningsområdet består mestadels av skog (85 procent). Avrinningsområdet har 1,67 kvadratkilometer vattenytor vilket ger det en sjöprocent på 3,4 procent.